# Hoopers Creek
Hoopers Creek – jednostka osadnicza w Stanach Zjednoczonych, w stanie Karolina Północna, w hrabstwie Henderson.